# Pasqual Piñón
Pasqual Piñón (1889 – 1929) è stato un circense messicano.
È noto per essere soprannominato L'uomo con le due teste.

## Biografia
Pasqual Piñón, di professione ferroviere, venne ingaggiato da un promotore circense nel 1917. L'attenzione del promotore cadde sulla testa di Piñón per la presenza di un grande tumore benigno (o cisti). Per gli spettacoli, il promotore redatto di Piñón propose di dipingere una faccia di cera, facendo credere che Piñón avesse due teste. Alcune fonti affermano che tale trucco venne realizzato con argento e, chirurgicamente, inserito sotto la pelle. Dopo diversi anni di tour, il direttore del circo lo licenziò e Piñón tornò in Texas, dove visse fino alla morte.
Il promotore circense voleva far credere che Piñón fosse affetto da una rarissima malformazione congenita, nota come craniopagus parasiticus.
I romanzi Downfall e Il libro di Blanche e Marie dello scrittore Per Olov Enquist descrivono di Pinon, anche se la storia lo ritrae come di fatto (cioè con la faccia vera) e, per di più, la sua seconda testa era di genere femminile.